# 牧野フライス製作所
株式会社牧野フライス製作所（まきのフライスせいさくしょ、英: Makino Milling Machine Co., Ltd.）は、東京都目黒区に本社を置く、マシニングセンタやフライス盤などの製造販売を行う大手工作機械メーカーである。
東証プライム上場。キャッチフレーズは「クオリティ・ファースト」。

## 特色
NC工作機や複合加工機で先駆け、特にMCの技術面で日本の業界にて有名な会社。
量産品より多品種・多オプション・高剛性の高級機を指向し、金型業界の顧客が多い。航空宇宙産業にも営業中。

## 沿革
- 1937年（昭和12年） - 牧野常造が､一番立フライス盤[3]の専門メーカー「牧野商店製作部」として創業。
- 1942年（昭和17年） - 「牧野竪フライス製作所」に商号変更。1951年に株式会社に改組。
- 1958年（昭和33年） - 日本初の数値制御（NC）フライス盤[4]を開発。
- 1961年（昭和36年） - 「牧野フライス製作所」に商号変更、1964年 - 東京証券取引所2部に上場。
- 1966年（昭和41年） - 日本初のマシニングセンタを開発した[5]。
- 1969年（昭和44年） - 大阪証券取引所2部に上場。1971年、東京･大阪両証券取引所1部に上場。2009年3月、大阪証券取引所上場廃止。
- 2025年（令和7年） - ニデックからTOB（株式公開買い付け）を仕掛けられるが買収に抵抗。同年中にニデックがTOBを撤回[6]。

## 主な製品
- プロダクト
  - 横型マシニングセンタ
  - 5軸制御マシニングセンタ
  - 立型マシニングセンタ
  - グラファイト加工機
  - 細穴放電加工機
  - NC放電加工機
  - ワイヤ放電加工機
  - iGRIDER（研削）
  - フライス盤

- ソフトウェア・デジタル
  - CAD/CAM
  - マシン制御ソフトウェア
  - オペレーティングソフトウェア
  - アプリケーションソフトウェア
  - ネットワークモニタリングシステム

## 主な事業拠点

### 本社・支店
- 本社 - 東京都目黒区中根2丁目3番19号
- 名古屋支店 - 愛知県名古屋市守山区花咲台2丁目301番地
- 大阪支店 - 大阪府東大阪市長田西3丁目4番17号

### 事業所
- 厚木事業所 - 神奈川県愛甲郡愛川町中津4023
- 富士勝山事業所 - 山梨県南都留郡富士河口湖町勝山3560番地の1

## 関連会社

### 国内
| 名称                             | 所在地           | 議決権比率 |
| -------------------------------- | ---------------- | ---------- |
| マキノジェイ株式会社             | 神奈川県愛甲郡   | 100%       |
| マキノ電装株式会社               | 神奈川県愛甲郡   | 100%       |
| 株式会社牧野技術サービス         | 東京都目黒区     | 100%       |
| 関東物産株式会社                 | 東京都中央区     | 95.2%      |
| 牧野フライス技研株式会社         | 山梨県富士吉田市 | 93.0%      |
| マキノ・ロジスティックス株式会社 | 神奈川県愛甲郡   | 100%       |

### 海外
| 名称                                          | 所在地                 | 議決権比率 |
| --------------------------------------------- | ---------------------- | ---------- |
| MAKINO ASIA PTE LTD                           | シンガポール           | 100%       |
| MAKINO RESOURCE DEVELOPMENT PTE LTD           | シンガポール           | 100%       |
| MAKINO INC.                                   | 米国・オハイオ州       | 100%       |
| MAKINO Europe GmbH                            | ドイツ                 | 100%       |
| Makino Korea Co.,Ltd.                         | 韓国                   | 100%       |
| Makino SAS                                    | フランス               |            |
| Single Source Technologies S. de R.L. de C.V. | メキシコ・ケレタロ州   |            |
| Makino do Brasil Ltda.                        | ブラジル・サンパウロ州 |            |
| Makino Italia Srl                             | イタリア               |            |
| Makino Iberia s.l.u.                          | スペイン               |            |
| Makino s.r.o.                                 | スロバキア             |            |
| MAKINO Sp. z.o.o.                             | ポーランド             |            |
| Makino India Private Limited                  | インド                 |            |
| PT. Makino Indonesia                          | インドネシア           |            |
| Makino (Thailand) Co.,Ltd.                    | タイ                   |            |
| Makino Vietnam Co., Ltd.                      | ベトナム               |            |
| MAKINO PHILIPPINES INC.                       | フィリピン             |            |
| Makino China Co., Ltd.                        | 中国                   |            |